# Tomás O'Connor
Tomás O'Connor (Rosario, Argentina, 25 de marzo de 2004) es un futbolista profesional argentino, que juega como mediocampista y su actual equipo es el Club Atlético Rosario Central de la Liga Profesional de Futbol, con quien mantiene un contrato hasta diciembre del año 2025.

## Trayectoria

### Rosario Central
Tomás O'Connor realizó su debut en Primera División el día 7 de mayo de 2023, en el marco de la fecha número 15 del Torneo de la Liga Profesional 2023, donde Rosario Central venció por 4 a 0 a Platense en condición de local, de la mano de Miguel Ángel Russo como técnico del canalla. Tomás ingresó en el minuto 33 del segundo tiempo en lugar de Lautaro Giaccone, donde minutos después marcó el cuarto y último gol del partido. A medida que transcurría el campeonato, Tomás ingresaba desde el banco de suplentes en la mayoría de los partidos hasta el final del mismo. 
En el primer partido de la Copa de la Liga 2023, integró el once titular y fue parte de él en las catorce fechas de la fase de grupos, logrando la clasificación a los play-off y a la fase de grupos de la Copa Libertadores 2024.Tomás también fue titular en los partidos de cuartos, semis y final de dicha copa, donde Central se coronó campeón el día 16 de diciembre en el Estadio Madre de Ciudades tras vencer por 1 a 0 a Platense.Junto a Jaminton Campaz y Jorge Broun, fueron los únicos jugadores del plantel en disputar todos los partidos de la competencia. A la semana siguiente, el equipo salió subcampeón del Trofeo de Campeones 2023 tras caer por 2 a 0 frente a River Plate, también en el Madre de Ciudades.
El día 5 de abril del 2024, realizó su debut en competencia internacionales; fue en la victoria por 1 a 0 frente a Peñarol de Uruguay por la fecha 1 de la Copa Libertadores 2024, en condición de local.

## Clubes
| Club            | País      | Año           |
| --------------- | --------- | ------------- |
| Rosario Central | Argentina | 2022-presente |

## Estadísticas
Actualizado al 16 de agosto del 2025.
| Club | Div.       | Temporada  | Liga  | Liga  | Liga   | Copas Nacionales(1) | Copas Nacionales(1) | Copas Nacionales(1) | Copas Internacionales(2) | Copas Internacionales(2) | Copas Internacionales(2) | Total | Total | Total  |
| Club | Div.       | Temporada  | Part. | Goles | Asist. | Part.               | Goles               | Asist.              | Part.                    | Goles                    | Asist.                   | Part. | Goles | Asist. |
| --- | ---------- | ---------- | ----- | ----- | ------ | ------------------- | ------------------- | ------------------- | ------------------------ | ------------------------ | ------------------------ | ----- | ----- | ------ |
| Rosario Central Argentina | 1.ª        | 2022       | 0     | 0     | 0      | 0                   | 0                   | 0                   | -                        | -                        | -                        | 0     | 0     | 0      |
| Rosario Central Argentina | 1.ª        | 2023       | 8     | 1     | 0      | 20                  | 0                   | 3                   | -                        | -                        | -                        | 28    | 1     | 3      |
| Rosario Central Argentina | 1.ª        | 2024       | 9     | 1     | 0      | 12                  | 1                   | 1                   | 6                        | 0                        | 0                        | 27    | 2     | 1      |
| Rosario Central Argentina | 1.ª        | 2025       | 13    | 0     | 0      | 1                   | 0                   | 0                   | -                        | -                        | -                        | 14    | 0     | 0      |
| Rosario Central Argentina | Total club | Total club | 30    | 2     | 0      | 33                  | 1                   | 4                   | 6                        | 0                        | 0                        | 69    | 3     | 4      |
| (1) Incluye Copa Argentina, Copa de la Liga Profesional y Trofeo de Campeones. (2) Incluye Copa Libertadores y Copa Sudamericana. |            |            |       |       |        |                     |                     |                     |                          |                          |                          |       |       |        |

## Palmarés

### Campeonatos nacionales
| Título          | Equipo          | Año  |
| --------------- | --------------- | ---- |
| Copa de la Liga | Rosario Central | 2023 |